# 정재범
정재범(鄭載範, 1913년 8월 20일 ~ ?)은 일제강점기의 경찰로, 본적은 평안북도 철산군 백량면이다.

## 생애
1935년 4월 16일 조선총독부 평안북도 순사로 임명되었고, 같은 해 8월 31일 평안북도 위안경찰서에서 근무했다. 1935년 8월 31일부터 1936년 9월 12일까지 항일 무장 세력 탄압과 국경 경비, 정보 수집 업무를 수행했으며, 특히 1935년 10월 4일부터 1936년 7월 6일까지 항일 무장 세력과 교전을 벌인 끝에 항일 운동가 수십 명을 살상했다.
1936년 9월 12일 항일 무장 세력 약 30여 명이 무기 보급을 위해 일제 경찰관을 습격할 것이라는 정보를 입수했다. 이때 그는 압록강에서 약 100미터 정도 떨어진 지점을 월경하여 내사에 착수하던 도중 항일 무장 세력의 습격을 받았으며, 왼쪽 약손가락과 새끼손가락이 절단되고 오른쪽 발등 대퇴부 관통상을 입는 등 큰 부상을 입었다. 큰 부상 때문에 권총을 쓸 수 없게 되었음에도 불구하고 신천출장소 대안 쪽으로 달려간 뒤 항일 무장 세력의 습격 사실을 보고했다. 1936년 7월 10일 만주사변에 적극 협력한 공로를 인정받아 상금 60원을 받았고, 1937년 1월 19일 항일 무장 세력을 탄압한 공로를 인정 받아 일본 정부로부터 경찰관리 공로기장을 받았다.
1937년 3월 4일 의원 면직되었고, 같은 해 6월 5일 만주 사변에 적극 협력한 공로를 인정받아 만주 사변 종군기장을 받았다. 1937년 7월 7일 일본 정부로부터 훈8등 욱일장과 상금을 받았고, 1938년 3월 30일 만주 사변에 적극 협력한 공로를 인정받아 공로 갑(功勞 甲)을 받았다. 
친일반민족행위진상규명위원회가 발표한 친일반민족행위 705인 명단에 포함되었다.

## 참고자료
- 친일반민족행위진상규명위원회 (2009). 〈정재범〉. 《친일반민족행위진상규명 보고서 Ⅳ-16》. 서울. 432~441쪽.